# Třebouňský vrch
Třebouňský vrch (německy Tscheboner Berg) s nadmořskou výškou 825 metrů je nejvyšším bodem Toužimské plošiny. Geologicky jde o izolovaný vulkanický vrch, tvořený trachybazaltem. Rozložitý masiv stolové hory podkovovitého tvaru, s mírným severním a prudkým jižním svahem se nachází zhruba 5 km jižně od města Toužim. Severní svah spadá do údolí říčky Střely, jižní obklopuje kotlinu u Blažejského rybníka. Vrch je dnes z větší části porostlý smrkovým lesem. Svým protáhlým tvarem a téměř 200metrovým převýšením je charakteristickou dominantou Toužimska. Na severovýchodním úbočí vrchu se rozkládá Třebouň, po níž se vrch nazývá. Ve středověku byl vrch nazýván Horou. Jihozápadní, nižší část masivu, na jehož úpatí leží Branišov, se nazývá Branišovský vrch.

## Turistika
Třebouňský vrch je dostupný z Třebouně lesní cestou. Na vrcholu je vyhlídka s odpočívadlem, dříve také rozhledna na triangulační věži. Z vrcholu startují paraglidisté.
Klub českých turistů v Toužimi a obyvatelé Třebouně pořádají každoročně 1. ledna hojně navštěvovaný Novoroční výstup a setkání na Třebouňském vrchu. Vrcholem prochází značená zelená turistická trasa KČT. Na Branišovský vrch vede naučná Davidova stezka a odbočka mariánské poutní Skokovské stezky.

## Historie
Na Branišovském vrchu se na přelomu 18. a 19. století nacházela jedna z astronomických pozorovatelem význačného astronoma Aloise Martina Davida, Třebouňský vrch byl významným triangulačním bodem. Stávala zde dřevěná triangulační věž, za první republiky zde byla nevelká výletní Fuchsova bouda, za druhé světové války plachtařské výcvikové středisko německé Luftwaffe (zbytky základů staveb), dnes slouží jako startovací místo pro paragliding. Poblíž vrcholu byla v 90. letech 20. století vybudována 50 m vysoká příhradová telekomunikační věž. V 70. letech 20. století bylo po geologickém průzkumu (vyražena mimo jiné průzkumná štola) vytyčeno výhradní ložisko stavebního kamene a měl zde být otevřen kamenolom s železniční vlečkou.

### Mýty kolem Třebouňského vrchu
Hora je opředena několika mýty:
- Tvrdí se, že pod vrchem se nachází obrovské jezero podzemní vody. Z geologického hlediska nesmysl, nicméně díky geologické stavbě vrchu se při jeho úpatí vyskytují četné vydatné prameny.
- Tvrdí se, že vrch ovlivňuje proudění vzduchu a tím klima celých západních Čech, proto bylo otevření kamenolomu a tím odtěžení hory zastaveno. Případné odtěžení vrchu by mohlo ovlivnit maximálně lokální klima, nikoliv klima celého kraje, a nebylo to důvodem k zastavení záměru na těžbu.
- Tvrdí se, že pod vrchem se nachází tajná nacistická podzemní továrna z druhé světové války.

## Příroda
V lesích Třebouňského vrchu je mimořádně silná populace mravence lesního, se silnou koncentrací stovek jednotlivých hnízd. Pod vrchem, kolem Blažejského rybníka evropsky významná lokalita NATURA 2000, která se převážně kryje s přírodní památkou Blažejský rybník.